# 2020年東京パラリンピックのテコンドー競技
2020年東京パラリンピックテコンドー競技（2020ねんとうきょうパラリンピックのテコンドーきょうぎ）は、2021年9月2日から2021年9月4日に行われた2020年東京パラリンピックのパラテコンドー競技。会場は幕張メッセBホール（国際展示場9–11ホール）。

## メダリスト
| Event        | 金                                          | 銀                                      | 銅                                          |
| ------------ | ------------------------------------------- | --------------------------------------- | ------------------------------------------- |
| 男子61kg級   | ナタン・トルクワト · ブラジル (BRA)         | モハメド・エルザヤト · エジプト (EGY)   | マフムト・ボズテケ · トルコ (TUR)           |
| 男子61kg級   | ナタン・トルクワト · ブラジル (BRA)         | モハメド・エルザヤト · エジプト (EGY)   | ダニル・シドロフ · RPC (RPC)                |
| 男子75kg級   | フアン・ガルシア · メキシコ (MEX)           | マハディ・プーラハナマー · イラン (IRI) | チュ・ジョンフン · 韓国 (KOR)               |
| 男子75kg級   | フアン・ガルシア · メキシコ (MEX)           | マハディ・プーラハナマー · イラン (IRI) | フアン・サモラノ · アルゼンチン (ARG)       |
| 男子75kg超級 | アスガル・アジジアグダム · イラン (IRI)     | イバン・ミクリッチ · クロアチア (CRO)   | エバン・メデル · アメリカ合衆国 (USA)       |
| 男子75kg超級 | アスガル・アジジアグダム · イラン (IRI)     | イバン・ミクリッチ · クロアチア (CRO)   | ザイヌトジン・アタエフ · RPC (RPC)          |
| 女子49kg級   | レオノル・エスピノサ · ペルー (PER)         | メレム・チャブダル · トルコ (TUR)       | クワンスダ・プアンキッチャ · タイ (THA)     |
| 女子49kg級   | レオノル・エスピノサ · ペルー (PER)         | メレム・チャブダル · トルコ (TUR)       | アンナ・ポドゥプスカヤ · RPC (RPC)          |
| 女子58kg級   | リサ・ゲシン · デンマーク (DEN)             | ベス・マンロ · イギリス (GBR)           | シウバナ・フェルナンデス · ブラジル (BRA)   |
| 女子58kg級   | リサ・ゲシン · デンマーク (DEN)             | ベス・マンロ · イギリス (GBR)           | 李羽潔 · 中国 (CHN)                         |
| 女子58kg超級 | グリョノイ・ナイモワ · ウズベキスタン (UZB) | デボラ・メネゼス · ブラジル (BRA)       | エーミー・トゥルースデール · イギリス (GBR) |
| 女子58kg超級 | グリョノイ・ナイモワ · ウズベキスタン (UZB) | デボラ・メネゼス · ブラジル (BRA)       | ジャニン・ワトソン · オーストラリア (AUS)   |